# Bottega di Bartolomeo Manni
La bottega di Bartolomeo Manni fu costituita dall'artista e dai suoi figli Andrea (1673-1736 circa), Pietro Giacomo (1675-?), Carlo Antonio (1683-1741), Giovanni Giacomo (1687-1763), nonché dagli abiatici Bartolomeo junior e Giuseppe e dai loro rispettivi figli, Giovanni Andrea (?-1830) e Pier Giacomo (?-1828), residenti a Gazzaniga, ma tutti originari di Rovio.

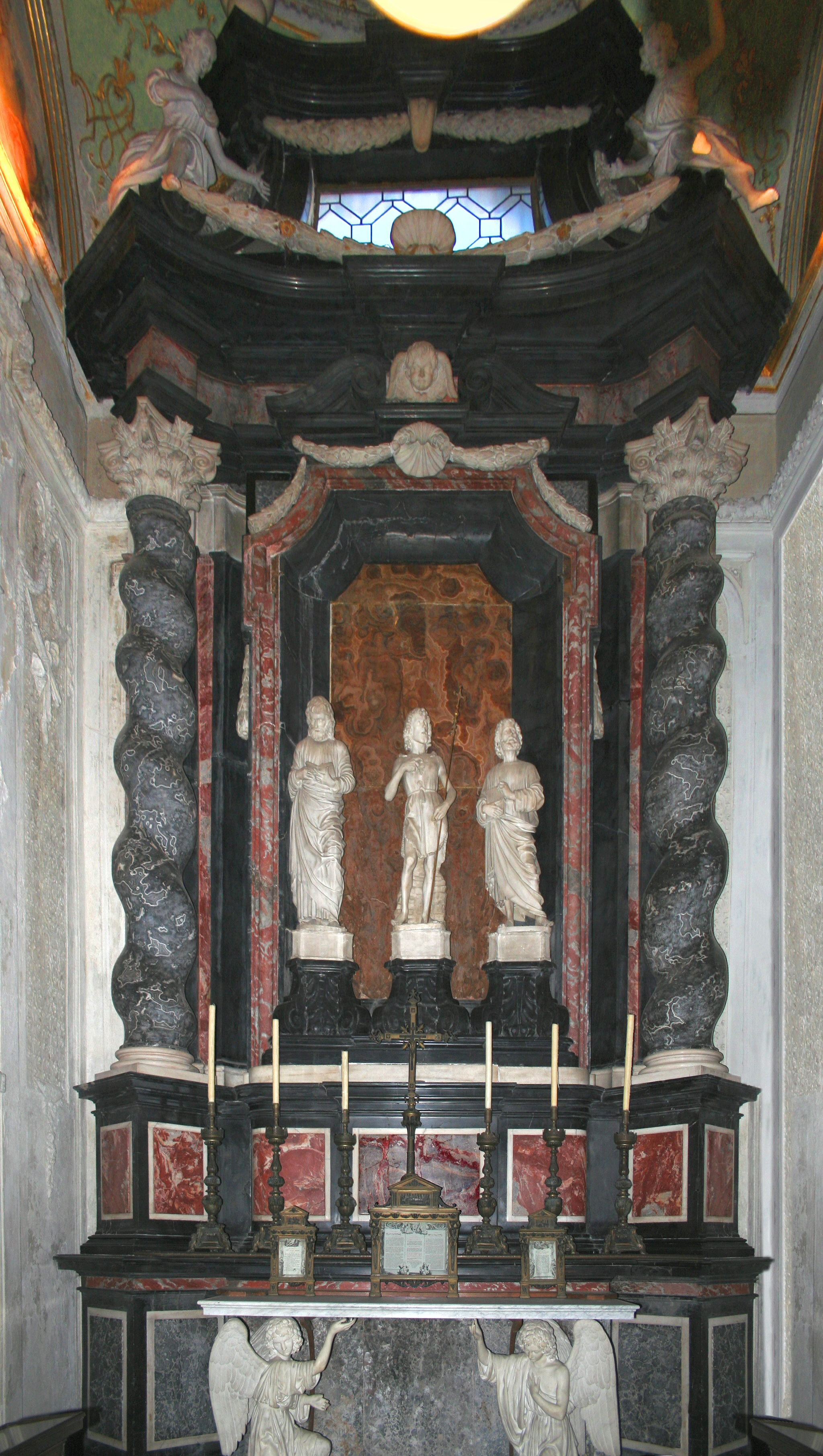
Altare di Bartolomeo Manni della Cappella Colleoni, Bergamo

## Storia
Protagonisti di questa vicenda settecentesca sono stati i figli: Andrea nato nel 1673, attivo fino al 1736 circa, Pietro Giacomo nato nel 1675, Carlo Antonio (1683-1741) e Giovanni Giacomo (1687-1763). Questi fu certamente il più ricco di doti artistiche, tuttavia le loro realizzazioni sono sempre da considerare come opera collettiva della bottega artistica dei Manni.
La presenza di Andrea è documentata ad Astano dal 1706 al 1707 quale autore dell'altare maggiore della chiesa parrocchiale dei Santi Pietro e Paolo; in sagrestia l'acquasantiera marmorea barocca è di Rocco Manni.
La bottega svolge la sua attività nella città di Bergamo e nella sua provincia. Dei Manni è anche il notevole altare del 1720 oggi nel santuario della Madonna Addolorata in borgo santa Caterina, originariamente collocato nella vicina chiesa di San Nicolò ai Celestini. Nella fastosa chiesa domenicana di San Bartolomeo spetta ad Andrea il grandioso altare barocco della Cappella del Santissimo Sacramento. Nel Duomo di Bergamo Gian Giacomo e Carlo Antonio lavorano i marmi per l'altare dei santi Fermo, Rustico vescovo, nel braccio destro del transetto.
Ai fratelli Manni, e in particolare ad Andrea e Gian Giacomo, va fatta risalire, nella chiesa di San Grata, l'originale composizione del comunicatorio a destra del presbiterio e contiguo al convento delle suore benedettine, realizzato nel primo decennio del Settecento. Due opere importanti sono nella Chiesa di Sant'Alessandro della Croce a Bergamo: l'altare nella Cappella di Sant'Antonio abate (terza a sinistra) e quello nella Cappella del Suffragio (seconda a sinistra). Il primo è opera della bottega, realizzato dal 1727 al 1729; le colonne con controlesene che inquadrano una pala dipinta, reggono la trabeazione curvilinea con un finale e due angeli; la parte di maggior pregio è quella sottostante la pala con un'alta marmorea fascia sagomata concava racchiudente un pregevole tabernacolo.
L'altare del Sacro Cuore di Gesù nella Cappella del Suffragio, eseguito nel 1730 si disegno dell'architetto bergamasco Ferdinando Caccia, è ascrivibile al solo Gian Giacomo. Nella stessa chiesa i fratelli Manni sono autori del paliotto dell'altare nella Cappella della Sacra Famiglia (terza a destra), e quanto meno di un intervento nell'altare fantoniano della cappella dell'Orazione che presenta nella fitta ed originale ornamentazione dei tre gradini i caratteri della loro bottega che si manifestano anche negli altari di destra e di sinistra nella chiesa di San Lazzaro e nella Chiesa della Beata Vergine del Giglio nel paliotto d'altare.
Insieme ad Andrea Fantoni realizzano lo spettacolare pulpito della basilica di San Martino di Alzano Lombardo, disegnato da Giovan Battista Caniana, ed i marmi policromi del pulpito della chiesa di san Pietro della medesima località; vanno pure loro assegnati l'altare detto della Croce e il pallio del piccolo altare di San Bonifacio presso il presbiterio. E ancora a Gorno l'altare dei Morti, a Desenzano al Serio altre opere scultoree nella parrocchiale, a Fiorano l'altare maggiore della parrocchiale. Frutto della maturità artistica di Gian Giacomo e di Andrea, a Gazzaniga spicca l'altare maggiore della parrocchiale di Sant'Ippolito: un'opera non dissimile da talune composizioni del genere, napoletane o romane.
Nella parte orientale del territorio bergamasco a San Paolo d'Argon nella parrocchiale, già chiesa dell'importante monastero benedettino, a loro si devono l'altare maggiore e i tre altari di destra; a Zandobbio nella chiesa parrocchiale l'altar maggiore e i due altari laterali; a Chiuduno nella chiesa parrocchiale l'altar maggiore e quello dei Morti; tre altari a Esmate in Val Cavallina. Altre loro opere pure pregevoli sono a Vigolo, Mologno, Monasterolo del Castello, Calcinate, Sorisole, Stezzano, cui ora vanno aggiunti i lavori nella chiese di Casnigo, Cenate Sotto, Cividate al Piano, Credaro, Desenzano al Serio, Fonteno, Paratico, Piazza di Sovere, San Pantaleone presso Scanzorosciate, Santo Stefano degli Angeli, Semonte presso Vertova, Sforzatica d'Oleno, Valsecca, Vertova, Villongo, San Filastro e Treviolo.
Dai dati informatici forniti dall'Inventario dei Beni Culturali mobili della Diocesi di Bergamo presso la Curia vescovile, risultano altri lavori della bottega dei Manni quali ad esempio quelli nei santuari della Madonna del Perello a Miragolo San Marco, della Beata Vergine del Miracolo a Desenzano al Serio, o della Madonna della Fiamma a Martinengo. Da questo elenco figurano più di 460 opere collocate in 50 edifici sacri diversi. Inoltre Carlo Antonio e Gian Giacomo, per la chiesa dei Santi Vitale ed Agata a Rovio loro villaggio d'origine, realizzano l'altare maggiore.
L'attività della bottega prosegue nella seconda metà del Settecento per opera del figlio di Carlo Antonio, chiamato Bartolomeo o Bortolo, e di Giuseppe, figlio di Gian Giacomo. A Bartolomeo vien ascritto un altare del 1762 nella parrocchiale di Calcinate, il rimaneggiamento dell'altare maggiore della chiesa di San Paolo d'Argon nel 1787 e di altri altari nella basilica minore di Santa Maria Assunta a Clusone. Di Giuseppe sono la balaustrata del 1771 e l'Urna di Sant'Antonio del 1775 nella parrocchiale di Peia; l'altare maggiore della Chiesa parrocchiale di Santa Maria Assunta di Vertova, caratterizzato da una severa impronta neoclassica distante dal tradizionale stile di famiglia. Su disegno del grande architetto Giacomo Quarenghi, l'altare maggiore della chiesa del Santissimo Redentore di Seriate e, tra il 1797 il 1799 sempre su disegno del Quarenghi, l'altare maggiore della chiesa parrocchiale di Santa Maria Assunta e di San Giacomo di Romano di Lombardia e nella stessa chiesa nel 1808 la balaustra del presbiterio. Come prima il nonno e i prozii, Pier Giacomo prima di morire offre quasi per intero di tasca sua alla chiesa di Rovio nel 1828 un altare per la Cappella del Crocifisso.